# Allex
Pour l’article ayant un titre homophone, voir Alex.
Cet article possède des paronymes, voir Denis Allex et Michel Allex.
Allex [alɛks] est une commune française située dans le département de la Drôme, en région Auvergne-Rhône-Alpes.
Ses habitants sont appelés les Allexois.

## Géographie

### Situation et description
Allex est située à 8 km de Crest et à 20 km de Valence, préfecture de la Drôme.

### Relief et géologie
Le village d'Allex est bâti sur une longue butte calcaire parallèle à la rivière Drôme[source insuffisante].

### Climat
Pour des articles plus généraux, voir Climat d'Auvergne-Rhône-Alpes et Climat de l'Eure.
En 2010, le climat de la commune est de type climat méditerranéen altéré, selon une étude du CNRS s'appuyant sur une série de données couvrant la période 1971-2000. En 2020, Météo-France publie une typologie des climats de la France métropolitaine dans laquelle la commune est dans une zone de transition entre le climat de montagne et le climat méditerranéen et est dans la région climatique Moyenne vallée du Rhône, caractérisée par un bon ensoleillement en été (fraction d’insolation > 60 %), une forte amplitude thermique annuelle (4 à 20 °C), un air sec en toutes saisons, orageux en été, des vents forts (mistral), une pluviométrie élevée en automne (250 à 300 mm).
Pour la période 1971-2000, la température annuelle moyenne est de 13,1 °C, avec une amplitude thermique annuelle de 17,7 °C. Le cumul annuel moyen de précipitations est de 868 mm, avec 6,9 jours de précipitations en janvier et 4,3 jours en juillet. Pour la période 1991-2020, la température moyenne annuelle observée sur la station météorologique de Météo-France la plus proche, sur la commune de Guillonville à 446 km à vol d'oiseau, est de 11,4 °C et le cumul annuel moyen de précipitations est de 617,9 mm,. Pour l'avenir, les paramètres climatiques de la commune estimés pour 2050 selon différents scénarios d'émission de gaz à effet de serre sont consultables sur un site dédié publié par Météo-France en novembre 2022.

## Urbanisme

### Typologie
Au 1er janvier 2024, Allex est catégorisée bourg rural, selon la nouvelle grille communale de densité à 7 niveaux définie par l'Insee en 2022.
Elle appartient à l'unité urbaine d'Allex, une unité urbaine monocommunale constituant une ville isolée,. Par ailleurs la commune fait partie de l'aire d'attraction de Valence, dont elle est une commune de la couronne,. Cette aire, qui regroupe 71 communes, est catégorisée dans les aires de 200 000 à moins de 700 000 habitants,.

### Occupation des sols
L'occupation des sols de la commune, telle qu'elle ressort de la base de données européenne d’occupation biophysique des sols Corine Land Cover (CLC), est marquée par l'importance des territoires agricoles (87,6 % en 2018), en diminution par rapport à 1990 (91,6 %). La répartition détaillée en 2018 est la suivante : terres arables (66,6 %), zones agricoles hétérogènes (21 %), zones urbanisées (7,1 %), forêts (2,9 %), espaces ouverts, sans ou avec peu de végétation (2,4 %). L'évolution de l’occupation des sols de la commune et de ses infrastructures peut être observée sur les différentes représentations cartographiques du territoire : la carte de Cassini (XVIIIe siècle), la carte d'état-major (1820-1866) et les cartes ou photos aériennes de l'IGN pour la période actuelle (1950 à aujourd'hui).

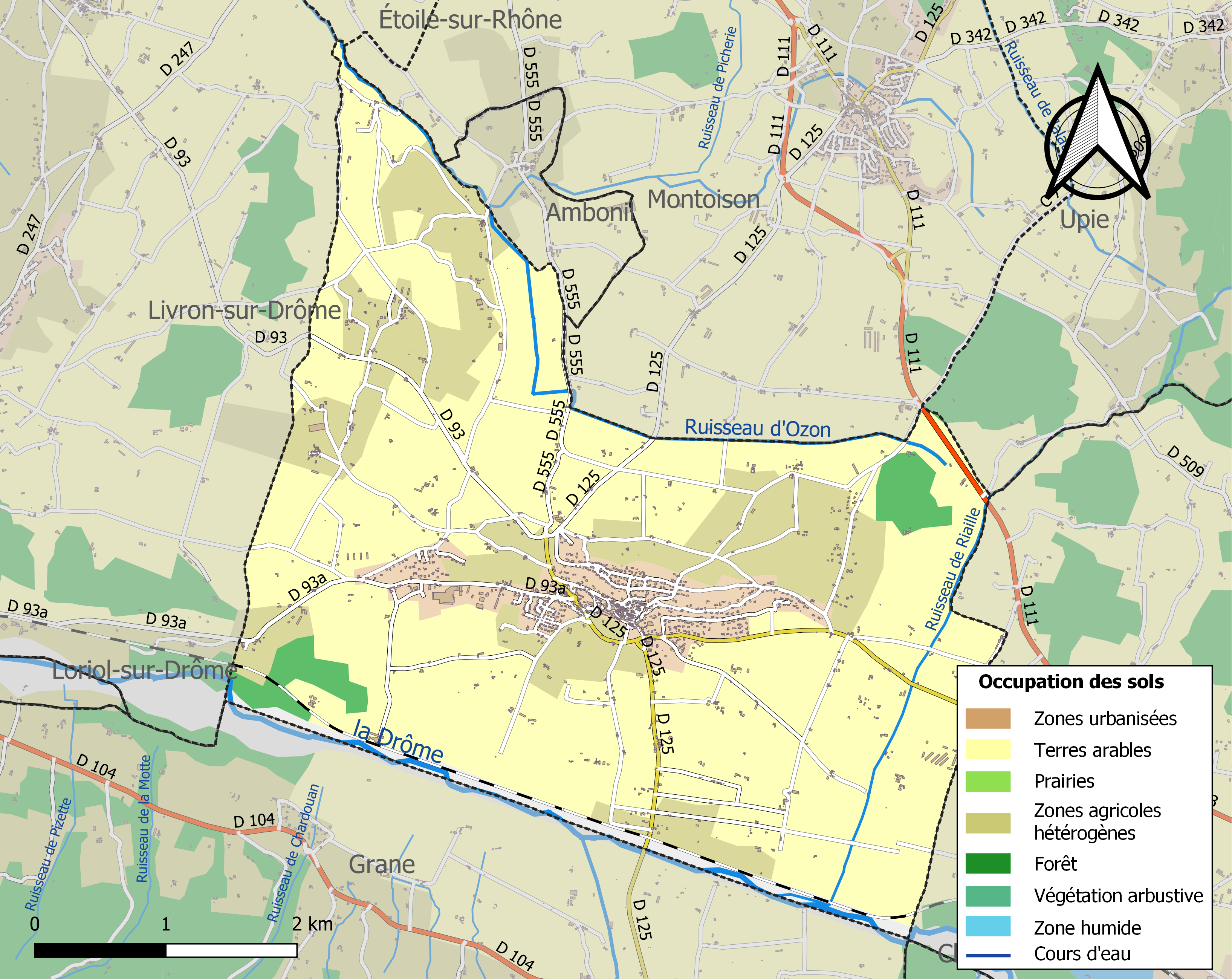
Carte des infrastructures et de l'occupation des sols de la commune en 2018 (CLC).

### Morphologie urbaine
Ancien village perché, aux ruelles en escaliers et vieilles maisons typiques.

#### Quartiers, hameaux et lieux-dits
Site Géoportail (carte IGN) :
- Bancel
- Barnaire
- Besson
- Blacherousse
- Bonnardel
- Boudras
- Chabanne
- Chante
- Charponnet
- Chastagnier
- Château des Ramières
- Château Pergaud
- Cornu
- Cottes
- Domaine de Lisle
- Ferme de Grange Neuve
- Ferme de Pélissier
- Ferme de Traversier
- Gabriel
- Gasquet
- Gouillasson
- Grand-Aiguebonne
- la Garde
- la Gare des Ramières
- Lagrange
- la Riaille
- la Vermenelle
- Laye
- le Pontillard
- le Prieuré
- le Rif
- les Astiers
- les Aures
- les Bayle
- les Bérengères
- les Bois
- les Bûches
- les Burdins
- les Fanges
- les Faures
- les Goujons
- les Moutiers
- les Reys
- les Richards
- les Toureaux
- les Vaures
- le Vercors
- Mialard
- Mouret
- Nodon
- Petite Aiguebonne
- Raillon
- Rey
- Royannin
- Sapey
- Soulier
- Vincent

## Toponymie
La commune est dénommée Alèis en occitan[réf. nécessaire].

### Attestations
Dictionnaire topographique du département de la Drôme :
- 928 : Alisium (cartulaire de Cluny, 367).
- 954 : Ælisium seu Elysium in agro Elisiense seu Elysiensi in pago Valentinense (cartulaire de Cluny, 925).
- 1157 : castrum Alisii (Gall. christ., XVI, 104).
- 1158 : Alez (Gall. christ., XVI, 106).
- 1165 : Alescum (cartulaire de Léoncel, 18).
- 1191 : Aleis (cartulaire de Léoncel, 47).
- 1280 : de Alesio (archives de la Drôme, E 1512).
- 1296 : Aleysinum et Aleysium (visites de Cluny).
- 1397 : castrum Alaysii (ordonn. des rois de France, VIII, 136).
- 1450 : Alesium (archives de la Drôme, E 1241).
- 1456 : Allez (inventaire de Saint-Apollinaire [Valence]).
- 1590 : Ales (rôle de tailles).
- 1620 : Alles (rôle de tailles).
- 1705 : Alex (dénombr. de la France, I, 375).
- 1781 : Alaix (Aff. du Dauphiné).
- 1891 : Allex, commune du canton de Crest-Nord.

### Étymologie
Le nom d'Allex dérive du gaulois Alisum, forme masculine de Alisa « falaise ». La morphologie du lieu explique parfaitement ce toponyme,.

## Histoire
Pour un article plus général, voir Histoire de la Drôme.

### Du Moyen Âge à la Révolution
La seigneurie :
- Au point de vue féodal, Allex était une terre patrimoniale de l'église épiscopale de Valence, dont les droits furent confirmés en 1157 par l'empereur Frédéric Ier.
- Lors du partage des biens de cette église, la terre est passée au chapitre cathédral jusqu'à la Révolution.

Vers 954 : chef-lieu d'un ager : in agro Ælisiense sive Elysiensi in pago Valentinense (cartulaire de Cluny, 925) qui comprenait les communes actuelles d'Allex et de Montoison, et peut-être aussi celle d'Ambonil.
XVe siècle : prieuré de l'ordre de Saint-Augustin dépendant du chapitre de Valence.
1485 : le village est mentionné divisé en deux : Burgum Marjerie et Burgum ecclesiae (terrier du chapitre de Valence).
1520 : l'église paroissiale Saint-Maurice est attesté : ecclesia Sancti Mauricii de Villa Murato (archives de la Drôme, fonds de l'évêché de Valence).
XVIIIe siècle : construction d'un château par les La Tour du Pin.
Avant 1790, Allex était une communauté de l'élection, subdivision et sénéchaussée de Valence.

Elle formait une paroisse du diocèse de Valence, dont la cure était de la collation de l'évêque diocésain, et dont les dîmes appartenaient au prieur du lieu.

#### Aiguebonne
Dictionnaire topographique du département de la Drôme :
- XIVe siècle : prioratus Aquebone (pouillé de Valence).
- 1485 : ecclesia Aque Bone et ecclesia Nostre Domine de Aqua Bona (terrier d'Allex).
- 1513 : le prioré d'Ayguebonne (inventaire de Saint-Apollinaire [Valence], 373).
- 1542 : Eaubonne (inventaire de la chambre des comptes).
- 1635 : Aubonne (archives de la Drôme, E 794).
- 1763 : Eguebonne et Eyguebonne (Chabeul, notaire à Crest).
- 1891 : Aiguebonne, ferme et quartier de la commune d'Allex.

Ancien prieuré de l'ordre de Saint-Augustin (dépendant de celui de Saint-Félix de Valence) connu dès 1246. Il fut placé dans la dépendance de l'abbaye de Saint-Ruf de Valence en 1343 puis uni au chapitre cathédral de Valence en 1440.
La seigneurie :
- 1328 : Aiguebonne est un fief appartenant aux Bochon.
- 1450 : il passe à Guillaume de Poitiers, seigneur de Barry.
- 1468 : il passe aux Eurre.
- 1550 : passe aux Reynier.
- 1565 : passe aux Clermony-Montoison.
- 1588 : passe aux Dufour de la Répara.
- 1727 : passe aux Ollivier, derniers seigneurs.

#### Le Prieuré
Dictionnaire topographique du département de la Drôme :
- 998 : ecclesia de Aleso, in episcopatu Valentinensi (cartulaire de Cluny, 2466).
- XIVe siècle : prioratus de Alesio (pouillé de Valence).
- 1485 : prioratus Sancti Baudilii de Allesio (terrier de Saint-Apollinaire [Valence]).
- 1540 : prioratus Alesii (rôle de décimes).
- 1891 : Le Prieuré, quartier de la commune d'Allex.

Ancien prieuré de l'ordre de Saint-Benoît (filiation de Cluny) sous le vocable de Saint-Baudille, connu dès le Xe siècle. Son titulaire, décimateur dans les paroisses d'Allex et de Montoison, était aussi seigneur temporel d'Ambonil.

### De la Révolution à nos jours
1789 (démographie) : 365 familles.

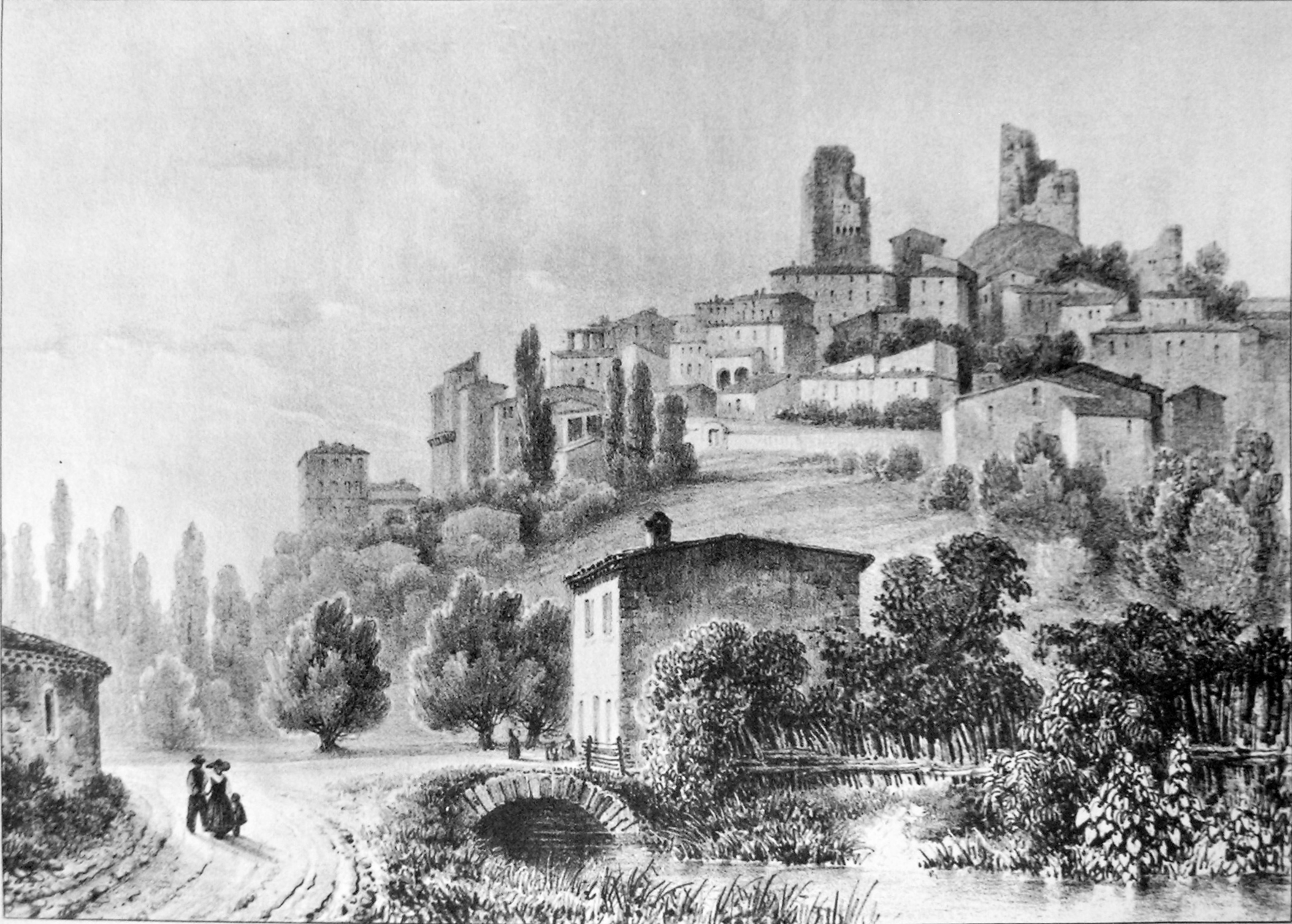
Allex au XIXe siècle illustrée par Alexandre Debelle (1805-1897).

En 1790, Allex devient le chef-lieu d'un canton comprenant, avec la commune de ce nom, celles d'Eurre, de Montoison, d'Ourches, de la Rochette et de Vaunaveys.

La réorganisation de l'an VIII (1799-1800) place toutes les communes de ce canton dans celui de Crest-Nord.
Après les espoirs suscités par la révolution de février 1848, la victoire du camp conservateur aux élections présidentielles de décembre 1848 (Louis-Napoléon Bonaparte) et législatives de 1849 entraîne une reprise en main autoritaire de la société. L'état de siège est imposé après le complot de Lyon, toutes les activités de police relevant de l'armée et tout acte jugé subversif pouvant mener au conseil de guerre. Tous les actes en rapport avec les idées de gauche (socialisme ou républicanisme) sont proscrits. En 1850, le préfet oblige tout les maires du département à imposer la fermeture des cafés, estaminets, auberges, etc. à 22 heures, interdit les jeux de hasard et impose aux aubergistes de faire des rapports. Cette interdiction, prise au nom de la tranquillité publique, est évidemment à caractère politique, ce genre d'endroits étant propice à la propagande en direction des milieux populaires. Le café d'Allex est signalé à la préfecture, son patron étant suspecté d’être président d'une société secrète (préparant un complot républicain).
Afin de prévenir toute prise d’armes, les autorités font rechercher activement armes de guerre, poudre et balles, ainsi que les outils nécessaires à leur fabrication. Le garde champêtre Chollet protège Grange, qui fabriquait de la poudre clandestinement. Quand il est découvert, le maire procède à la suspension du garde, à l’été 1851. À la fin de la suspension, celui-ci démissionne.
Le coup d'État du 2 décembre 1851 est connu par affiches le mercredi 3 décembre dans la journée. Le cordonnier et tourneur sur bois Chassoulier passe à Eurre et à Crest pour prendre les nouvelles et les instructions. Le 5, une réunion du conseil municipal a lieu, mais la plupart des conseillers partent avant la fin des délibérations. Le maire, l’avocat et riche propriétaire Thomé, est démissionnaire. L’adjoint Étienne, faisant fonction de maire, fait appliquer les mesures de prévention en relevant la corde du clocher, pour empêcher que le tocsin soit sonné, et en dissimulant les tambours, afin de retirer aux éventuels insurgés des moyens de donner l’alarme. Le 7 décembre, un envoyé des Grânois mobilise la population. Une petite troupe se forme, armée d’une quinzaine de fusils réparés à la hâte par le maréchal-ferrant et le serrurier, et de faux. La plupart des insurgés étaient membres de la société secrète. L’ancien maire, Thomé, reprend alors du service.
Les notables ayant eu peur, des mesures sont prises les jours suivant les combats : après avoir été chercher des armes à Crest dans la nuit du 7 au 8, le maire perquisitionne le four à pain, où il trouve une faux emmanchée pour le combat. une garde civique est constituée le 10 décembre par le maire et un général de gendarmerie à la retraite.
Lors de la répression qui suit l’insurrection (voir Histoire de la Drôme), le vicaire de la commune écrit aux autorités pour faire libérer le cafetier.
Pendant la Seconde Guerre mondiale, dans la nuit du 25 au 26 juillet 1944, le terrain Temple d'Allex, quartier des Moutiers accueillit le parachutage d'un homme, un radio en provenance d'Alger, surnommé Sibellius.

## Politique et administration

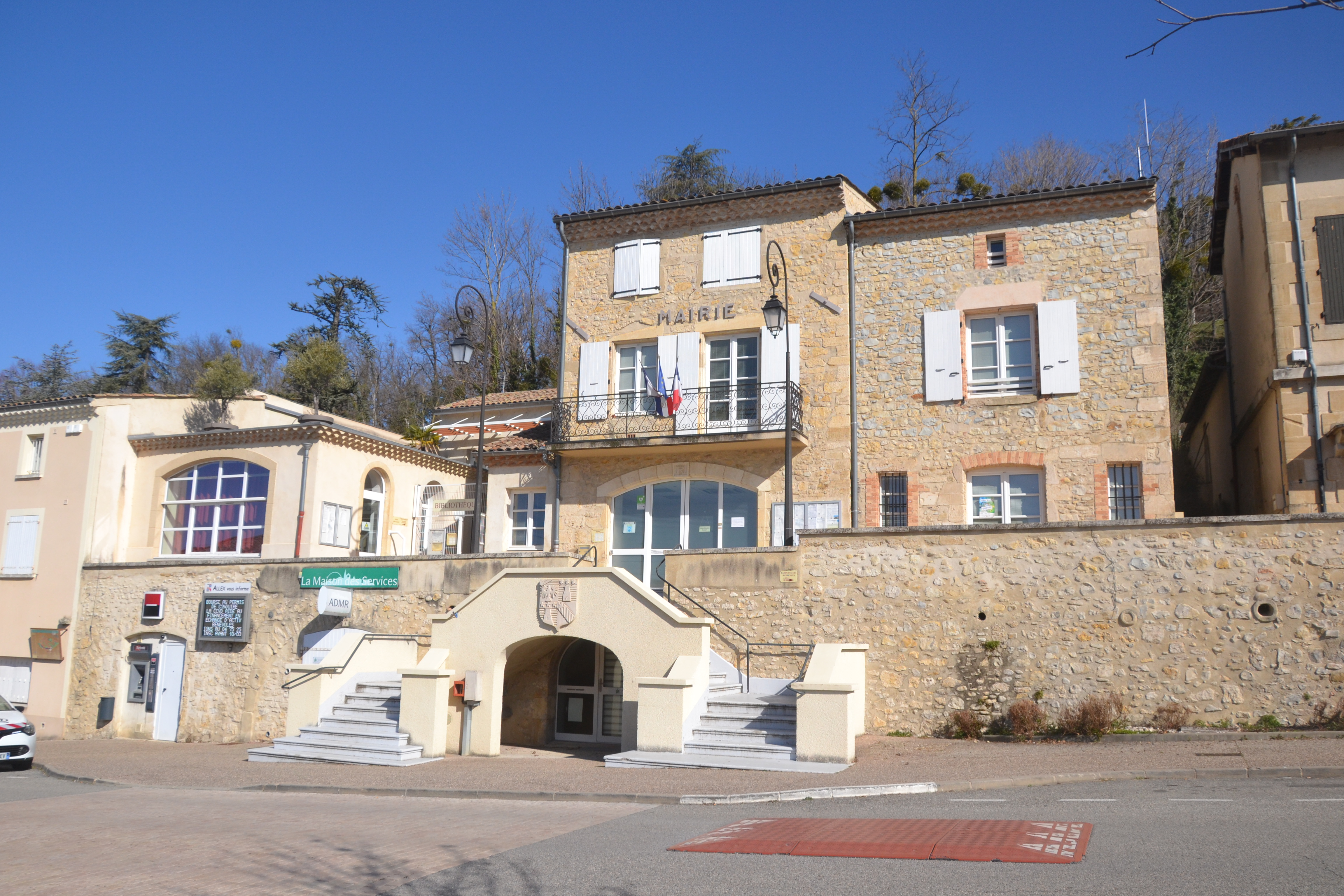
Mairie d'Allex.

### Liste des maires
| Période                                                                      | Période                       | Identité                            | Étiquette | Qualité       |
| ---------------------------------------------------------------------------- | ----------------------------- | ----------------------------------- | --------- | ------------- |
| Les données manquantes sont à compléter. : de la Révolution au Second Empire |                               |                                     |           |               |
| 1790                                                                         | 1871                          | ?                                   |           |               |
| Les données manquantes sont à compléter. : depuis la fin du Second Empire    |                               |                                     |           |               |
| 1871                                                                         | 1874                          | ?                                   |           |               |
| 1874                                                                         | 1878                          | ?                                   |           |               |
| 1878                                                                         | 1884                          | ?                                   |           |               |
| 1884                                                                         | 1888                          | ?                                   |           |               |
| 1888                                                                         | 1892                          | ?                                   |           |               |
| 1892                                                                         | 1896                          | ?                                   |           |               |
| 1896                                                                         | 1900                          | ?                                   |           |               |
| 1900                                                                         | 1904                          | ?                                   |           |               |
| 1904                                                                         | 1908                          | ?                                   |           |               |
| 1908                                                                         | 1912                          | ?                                   |           |               |
| 1912                                                                         | 1919                          | ?                                   |           |               |
| 1919                                                                         | 1925                          | ?                                   |           |               |
| 1925                                                                         | 1929                          | ?                                   |           |               |
| 1929                                                                         | 1935                          | ?                                   |           |               |
| 1935                                                                         | 1945                          | ?                                   |           |               |
| 1945                                                                         | 1947                          | ?                                   |           |               |
| 1947                                                                         | 1949                          | ?                                   |           |               |
| 1949 (élect. partielle ?)                                                    | 1953                          | Henri Seguin                        |           |               |
| 1953                                                                         | 1959                          | Henri Seguin                        |           | maire sortant |
| 1959                                                                         | 1965                          | Henri Seguin                        |           | maire sortant |
| 1965                                                                         | 1971                          | ?                                   |           |               |
| 1971                                                                         | 1977                          | Marc Bruyère                        |           |               |
| 1977                                                                         | 1983                          | Marius Raillon                      |           |               |
| 1983                                                                         | 1989                          | Marius Raillon                      |           | maire sortant |
| 1989                                                                         | 1995                          | Marius Raillon                      |           | maire sortant |
| 1995                                                                         | 2001                          | Marius Raillon                      |           | maire sortant |
| 2001                                                                         | 2008                          | Gilbert Ninoux                      |           |               |
| 2008                                                                         | 2014                          | Gérard Crozier                      | LR        | artisan       |
| 2014                                                                         | 2020                          | Gérard Crozier                      |           | maire sortant |
| 2020                                                                         | En cours (au 23 janvier 2021) | Gérard Crozier[source insuffisante] |           | maire sortant |

## Population et société

### Démographie
L'évolution du nombre d'habitants est connue à travers les recensements de la population effectués dans la commune depuis 1793. Pour les communes de moins de 10 000 habitants, une enquête de recensement portant sur toute la population est réalisée tous les cinq ans, les populations de référence des années intermédiaires étant quant à elles estimées par interpolation ou extrapolation. Pour la commune, le premier recensement exhaustif entrant dans le cadre du nouveau dispositif a été réalisé en 2007.

En 2022, la commune comptait 2 633 habitants, en évolution de +5,53 % par rapport à 2016 (Drôme : +2,64 %, France hors Mayotte : +2,11 %).
| 1793  | 1800  | 1806  | 1821  | 1831  | 1836  | 1841  | 1846  | 1851  |
| ----- | ----- | ----- | ----- | ----- | ----- | ----- | ----- | ----- |
| 1 177 | 1 024 | 1 291 | 1 301 | 1 442 | 1 475 | 1 522 | 1 562 | 1 669 |

| 1856  | 1861  | 1866  | 1872  | 1876  | 1881  | 1886  | 1891  | 1896  |
| ----- | ----- | ----- | ----- | ----- | ----- | ----- | ----- | ----- |
| 1 676 | 1 621 | 1 558 | 1 621 | 1 646 | 1 437 | 1 450 | 1 353 | 1 456 |

| 1901  | 1906  | 1911  | 1921  | 1926  | 1931  | 1936  | 1946  | 1954  |
| ----- | ----- | ----- | ----- | ----- | ----- | ----- | ----- | ----- |
| 1 419 | 1 459 | 1 550 | 1 399 | 1 405 | 1 304 | 1 395 | 1 262 | 1 274 |

| 1962  | 1968  | 1975  | 1982  | 1990  | 1999  | 2006  | 2007  | 2012  |
| ----- | ----- | ----- | ----- | ----- | ----- | ----- | ----- | ----- |
| 1 208 | 1 219 | 1 179 | 1 487 | 1 704 | 2 009 | 2 369 | 2 413 | 2 474 |

| 2017  | 2022  | - | - | - | - | - | - | - |
| ----- | ----- | - | - | - | - | - | - | - |
| 2 515 | 2 633 | - | - | - | - | - | - | - |

### Enseignement
La commune est rattachée à l'académie de Grenoble et compte sur son territoire :
- une école publique (158 élèves)[34] ;
- une école Saint-Maurice (89 élèves)[35] ;
- l'Ensemble scolaire de l'Archipel (101 élèves) (privé)[36].

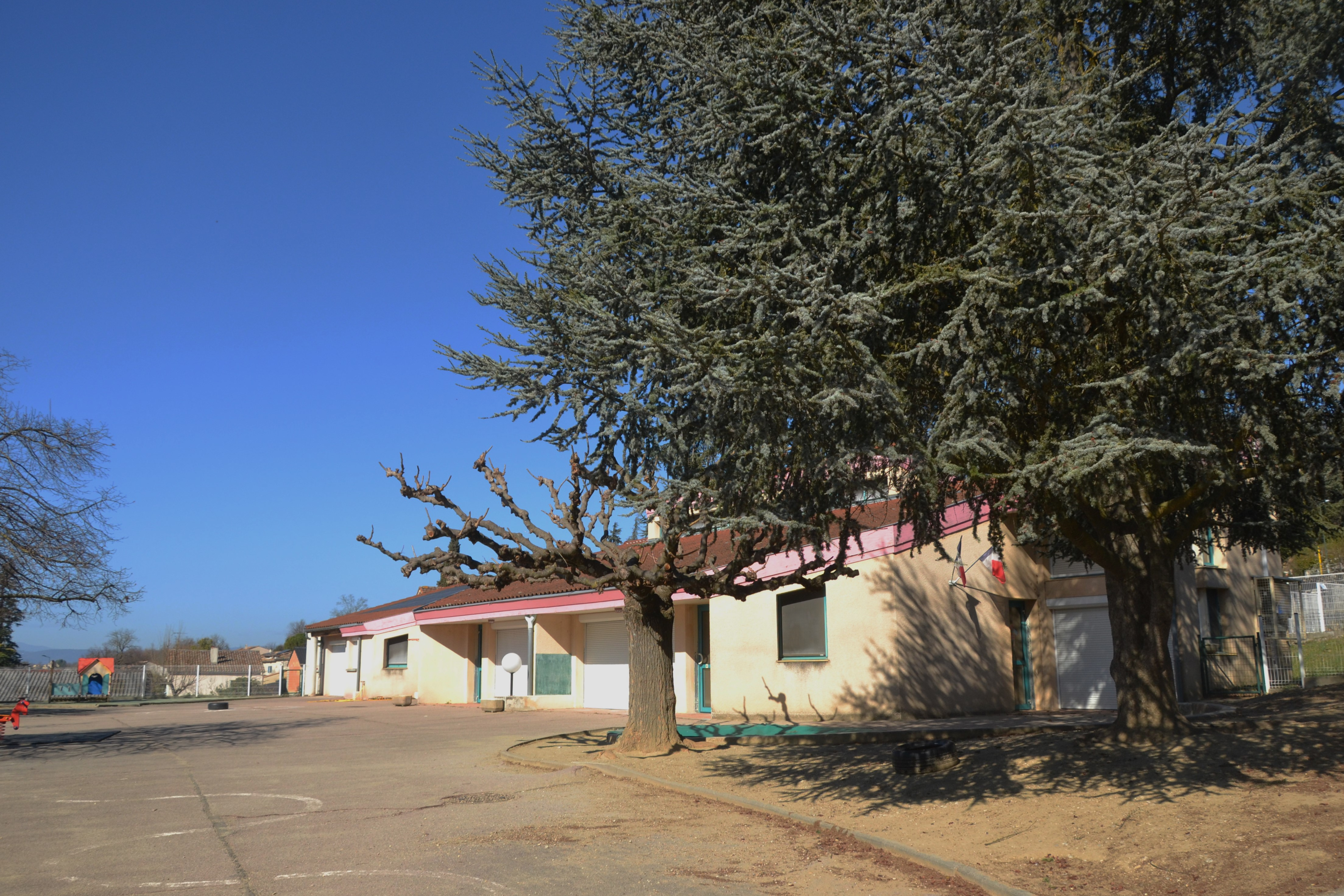
École primaire d'Allex.
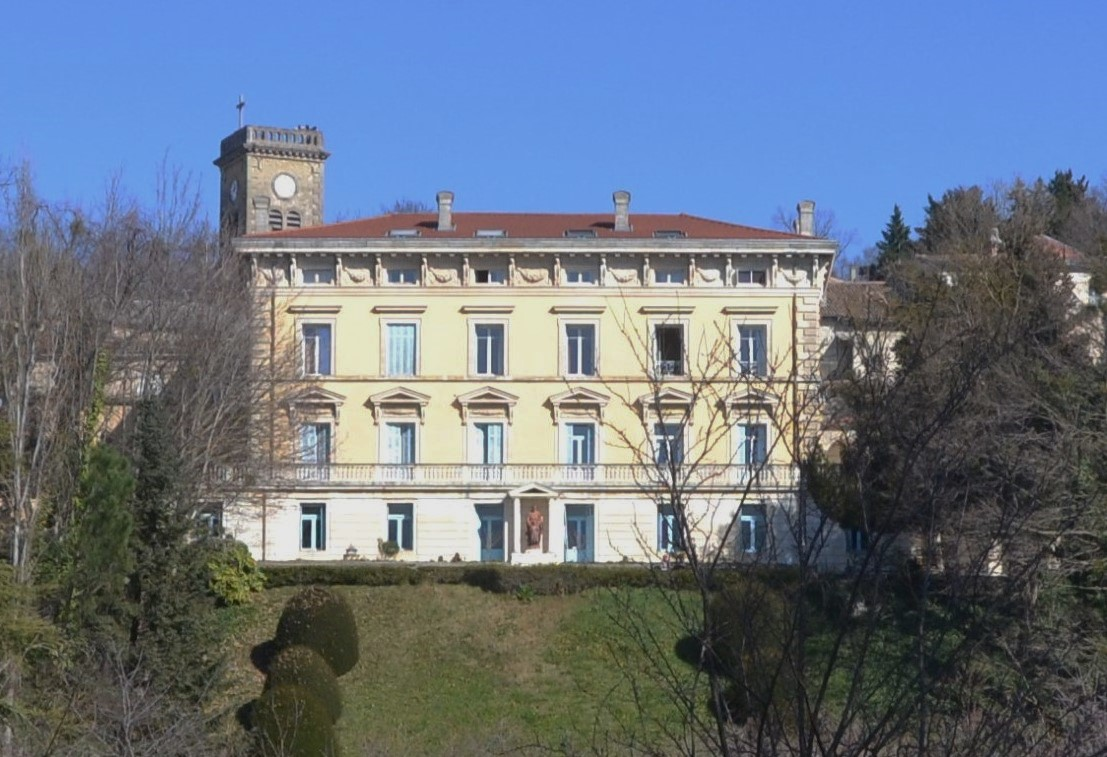
École Saint-Maurice.

### Santé
- 2 médecins
- 1 pharmacie
- Un cabinet d'infirmières
- 2 ostéopathes
- 1 cabinet d'aide auditif
- 1 cabinet de kinésithérapeute en constructiio

### Loisirs
- Aquarium tropical[37].
- Pêche[18].

### Médias
Le territoire de la commune se situe dans l'aire de diffusion de plusieurs médias :

#### Presse écrite
- Le Dauphiné libéré, quotidien régional qui consacre, chaque jour, y compris le dimanche, dans son édition de « Romans et Drôme des collines » un ou plusieurs articles à l'actualité du canton et de la commune, ainsi que des informations sur les éventuelles manifestations locales, les travaux routiers, et autres événements divers à caractère local.
- L'Agriculture Drômoise, journal d'informations agricoles et rurales, couvre l'ensemble du département de la Drôme.
- Drôme Hebdo (ancien Peuple Libre), hebdomadaire chrétien d'informations.

#### Presse audio-visuelle
La commune est située sur l'aire de diffusion de Ici Drôme Ardèche, une radio publique également diffusée sur tout le territoire du département de la Drome et de l'Ardèche.

### Cultes

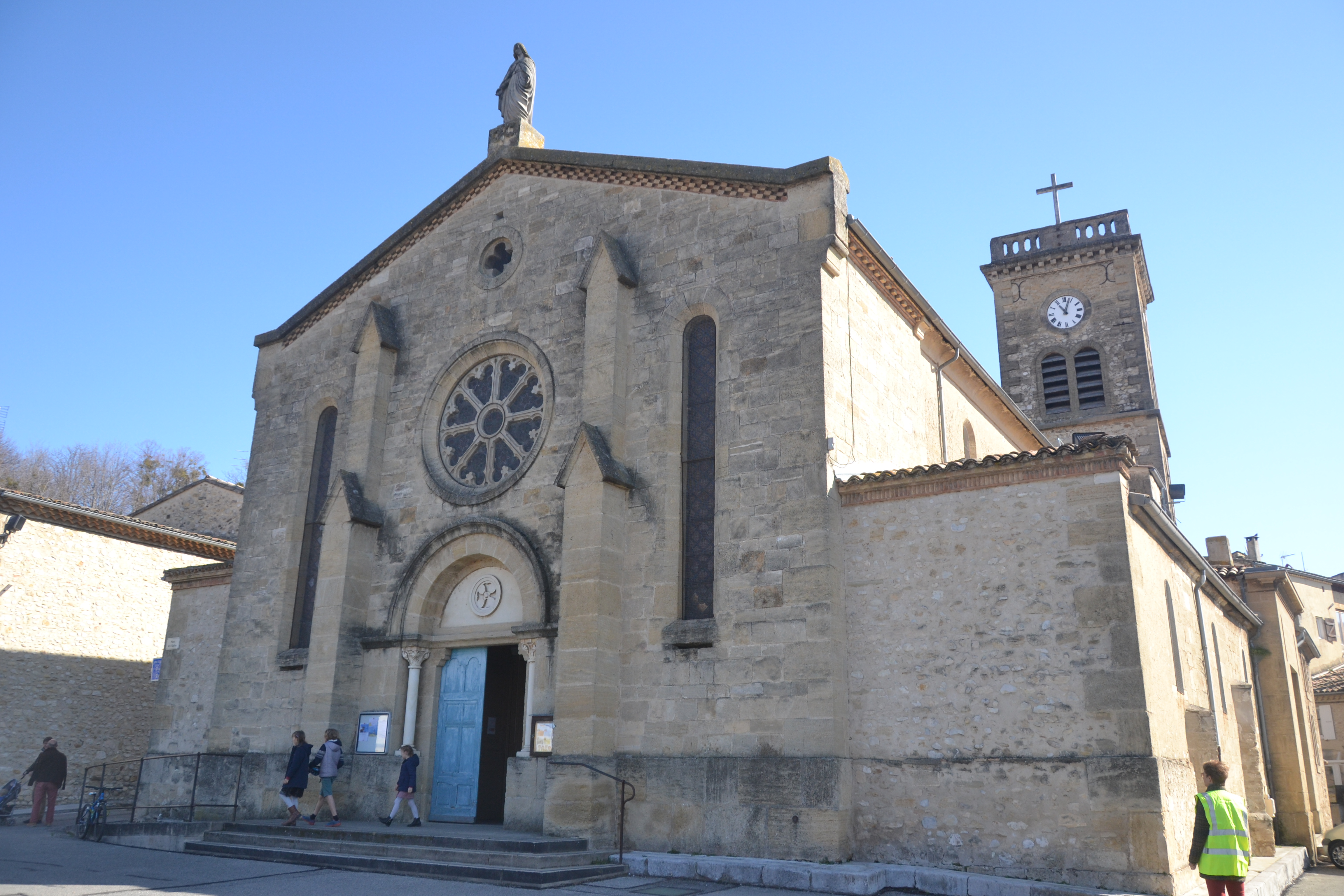
Église Saint-Maurice.

L'église paroissiale et la communauté catholique de la commune relèvent de la Paroisse Sainte Famille du Crestois dont la maison paroissiale est située à Crest. Cette paroisse est rattachée au diocèse de Valence.
Un pèlerinage de Saint-Joseph a lieu le 19 mars.

## Économie

### Agriculture
En 1992 : riche plaine céréalière et fruitière, élevage porcin et ovin
- Marché : le lundi[18]

### Commerce
Une brocante a lieu le premier dimanche de septembre. Elle est surnommée Big Bazar.

## Culture locale et patrimoine

### Lieux et monuments

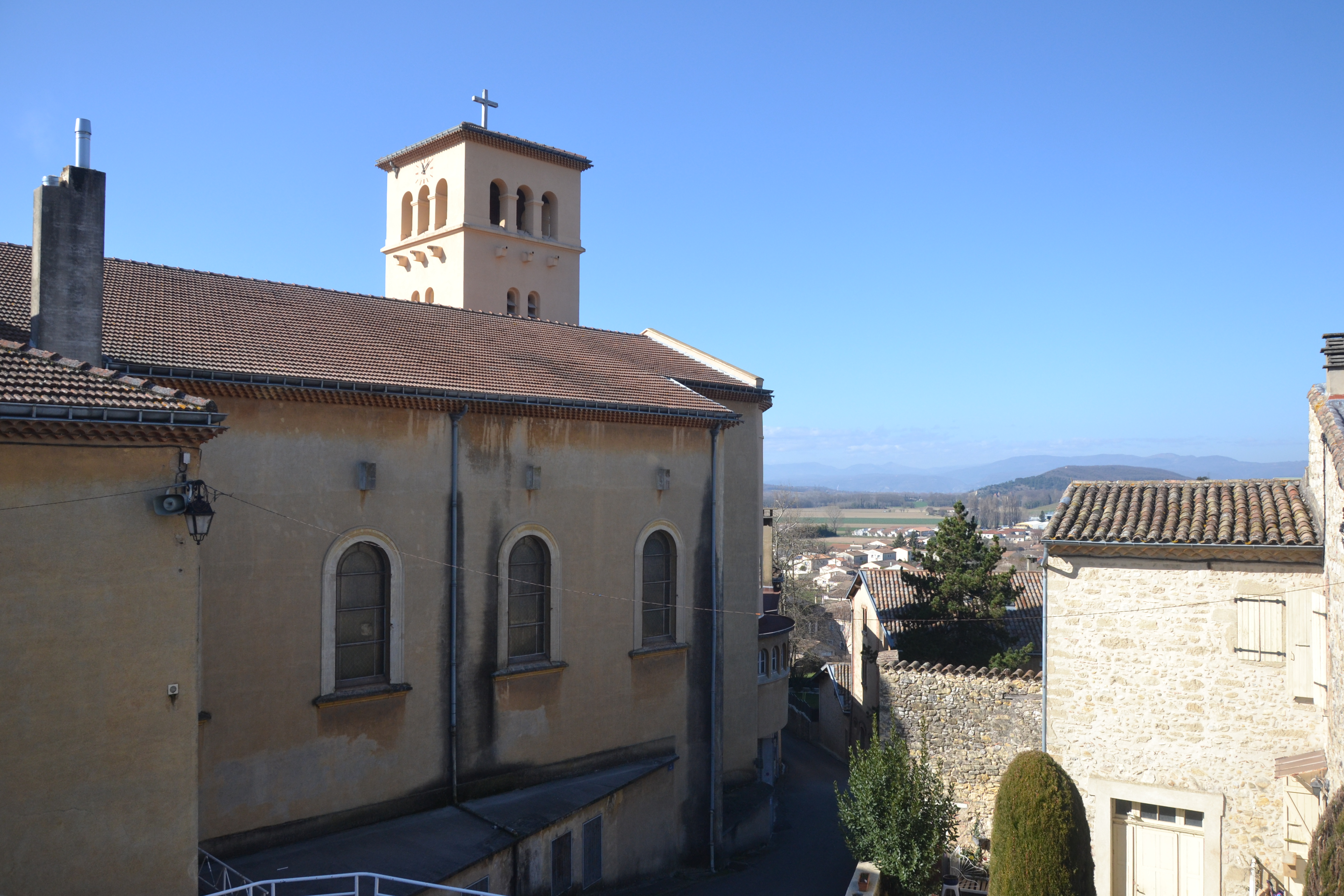
chapelle du Sanctuaire Saint-Joseph.

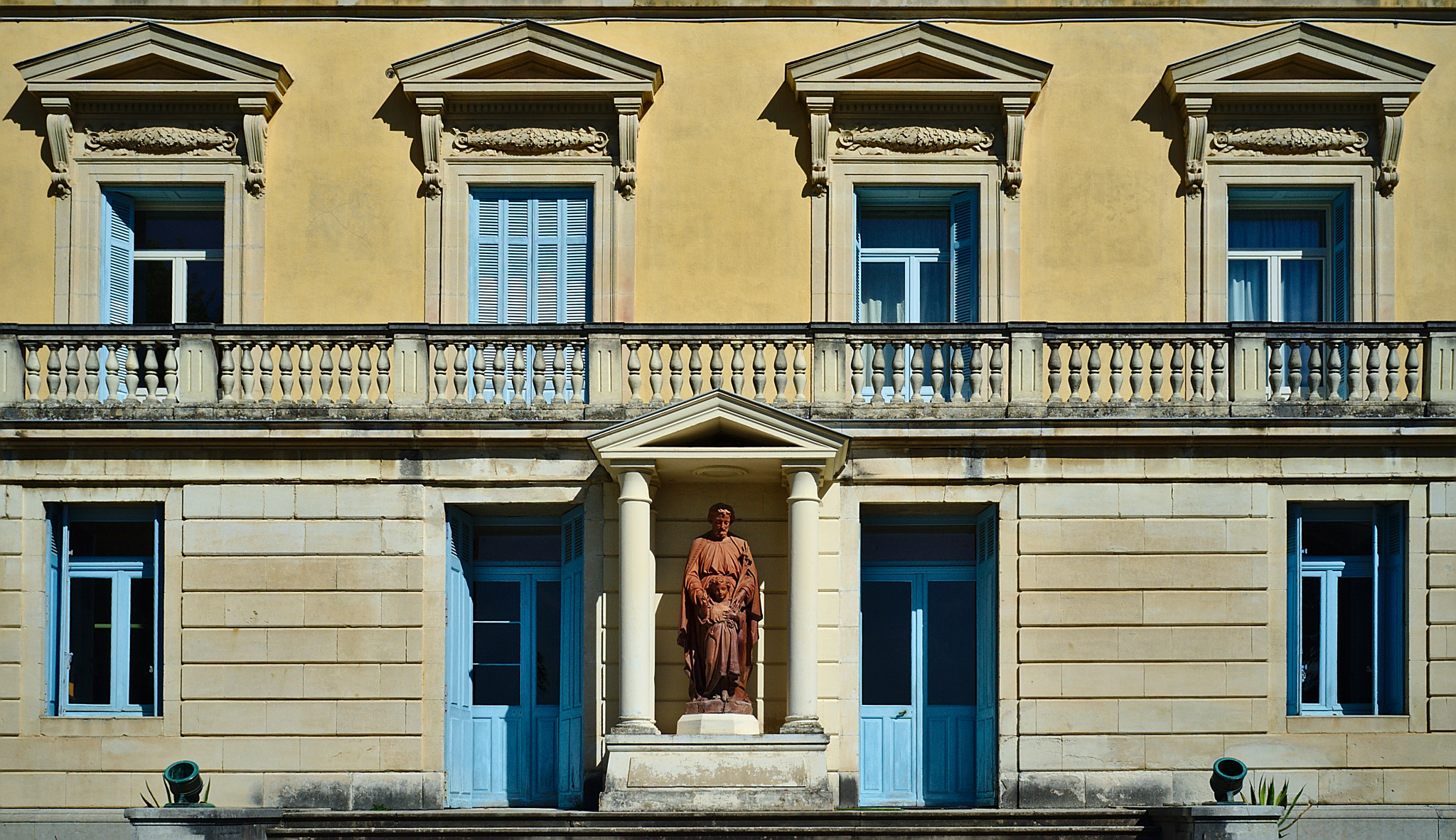
statue de Saint-Joseph.

- Vieux village perché : belle unité d'architecture, ruelles en escalier, vieilles maisons[18].
- Ruines d'une tour (XIVe siècle)[18].
- Châteaux des Ramières, de l'Isle, de Pergaud[18].
- Église Saint-Maurice d'Allex (XIXe siècle)[18] de style néo-romane, à partir d’une chapelle gothique[réf. nécessaire].
- Sanctuaire Saint-Joseph[réf. nécessaire].
- Statue de Joseph sur le mur de l'école Saint-Maurice[réf. nécessaire].

### Patrimoine naturel
- Réserve naturelle nationale des Ramières du Val de Drôme

### Personnalités liées à la commune
- Louis Fillet (1840-1902) : abbé, membre de plusieurs sociétés savantes en 1884, auteur de plusieurs revues sur les paroisses du canton de Pont-en-Royans[39].
- Marius Chassoulier : ancien combattant et auteur de Il ricanait sur son cadavre, Éditions du Scorpion, Collection Alternance, Paris, 1961, 188 pages[réf. nécessaire].
- Florian Bonissant (né en 2005) : badiste français, champion de France U16 de badminton[40].
- Hyacinthe de Gailhard-Bancel : député de l'Ardèche de 1912 à 1924, fondateur du 1er syndicat agricole de la commune d'Allex.

### Héraldique, logotype et devise
| Blason de Allex | Blason  | Écartelé au 1 d'argent, à l'aigle de sable, au chef d'azur chargé d'un soleil d'or issant et mouvant de l'angle dextre (Vernet) ; au 2 d'azur, à la tour crénelée de cinq pièces d'argent ouverte, ajourée et maçonnée de sable, au chef cousu de gueules chargé de trois heaumes d'or tarés de profil (La Tour du Pin-Gouvernet) ; au 3 d'azur, à la tour d'argent maçonnée de sable posée sur un rocher d'or, au chef cousu de gueules chargé de trois étoiles d'or (Bondrat) ; au 4 d'argent, à la bande de gueules chargée en chef d'une étoile du champ à plomb (Urre). |
| Blason de Allex | Détails | Le statut officiel du blason reste à déterminer. |